# 横顔 (阪井あゆみの曲)
「横顔」（よこがお）は、阪井あゆみの2枚目のシングル。

## 概要
- 関西テレビ・フジテレビ系ドラマ『白い春』主題歌。前作に続きドラマ主題歌となった。
- 人と人とのつながりである『深い絆』を描いた作品となっている。
- PVの監督は放送作家の鈴木おさむが務め、東京・大阪のキャバクラ嬢が出演している。

## 収録曲
1. 横顔 (4:51)
作詞：松尾潔　作曲：長瀬弘樹　編曲：Jin Nakamura
2. 恋咲き (3:35)
作詞・作曲：望月衛介　編曲：佐久間誠
3. 横顔(Instrumental) (4:51)
4. 恋咲き(Instrumental) (3:37)